# Provincia de Targóvishte
La provincia de Targóvishte (en búlgaro: Област Търговище, Oblast Tărgovište), es una provincia u óblast ubicado al norte de Bulgaria. Limita al norte con las provincias de Ruse y Razgrad; al este con la de Shumen; al sur con la de Sliven y al oeste con la de Veliko Tarnovo.

## Subdivisiones
La provincia está integrada por cinco municipios:
- Municipio de Antónovo
- Municipio de Omurtag
- Municipio de Opaka
- Municipio de Popovo
- Municipio de Targóvishte

## Demografía
El 55,4% de la población es búlgara, el 35,9% turca y el 7,2 % son gitanos. En cuanto a lo religioso, el 54,9 % son cristianos y el 42,7% musulmanes. 